# Tipula (Microtipula) erostrata
Tipula (Microtipula) erostrata is een tweevleugelige uit de familie langpootmuggen (Tipulidae). De soort komt voor in het Neotropisch gebied.